# Wavrans-sur-l'Aa
Wavrans-sur-l'Aa é uma comuna francesa na região administrativa de Altos da França, no departamento de Pas-de-Calais. Estende-se por uma área de 11,48 km². Em 2010 a comuna tinha 1 289 habitantes (densidade: 112,3 hab./km²).